# Pierre-Yves Majo
Pierre-Yves Majo (5 febbraio 2001) è un giocatore di football americano svizzero che gioca nel ruolo di defensive lineman per i Madrid Bravos.